# مقاومت مردمی سوریه
مقاومت مردمی سوریه (عربی: المقاومة الشعبیة السوریة‎)، گروه شورشی نئوبعثی است که علیه دولت انتقالی سوریه می‌جنگد.

## تاریخچه
مقاومت مردمی سوریه در دسامبر ۲۰۲۴ پس از سقوط رژیم اسد، تأسیس شد. آن‌ها در ۳۰ دسامبر ۲۰۲۴، بیانیه‌ای منتشر کردند که در آن متعهد شده بودند که رهبران هیئت تحریر شام، سربازان «رژیم صهیونیستی»، آمریکا و ناتو را بکشند. این گروه از مخالفت مسلحانه علیه دولت انتقالی سوریه حمایت می‌کند و به‌طور مرتب از طریق کانال تلگرامی خود، روایت‌های فرقه‌ای را ترویج می‌دهد.
مقاومت مردمی سوریه، از طریق کمک حزب‌الله لبنان، به‌شدت از طریق ارزهای دیجیتال مختلف از جمله بیت‌کوین و آتریوم، تأمین سرمایه می‌شود.
این گروه، تهدیدهای خود برای حمله به رهبران تحریر شام و افراد وابسته به آن را به عنوان بخشی از پاسخ خود به قتل‌های غیرقانونی مسیحیان، شیعیان و علویان، پس از سقوط بشار اسد، به تصویر کشید. این گروه همچنین دولت انتقالی سوریه را با برچسب زدن به ائتلاف تحت رهبری تحریر شام با عنوان «خوارج»، محکوم کرد. مؤسسه مطالعه جنگ پیش‌بینی کرد که افزایش درگیری بین گروه‌های اقلیت مسلح از این نوع با تحریر شام، باعث افزایش تنش‌های فرقه‌ای در سوریه می‌شود؛ زیرا تحریر شام، برای مهار برخی از گروه‌های سلفی جهادی و فرقه‌ای در ائتلاف خود، تلاش می‌کند. جمهوری اسلامی ایران ممکن است تلاش کرده باشد از این خشونت فرقه‌ای با هدف بی‌ثبات کردن دولت انتقالی سوریه سوءاستفاده کند. دو روز پس از تشکیل این گروه، سپاه پاسداران انقلاب اسلامی با انتشار بیانیه‌ای از اقدام ضدانقلابی در سوریه حمایت کرد.
نظام جمهوری اسلامی ایران به عنوان بخشی از تلاش‌ها برای گسترش محور مقاومت، درگیر تلاش‌هایی برای دامن زدن به درگیری‌های فرقه‌ای در سوریه بوده است. گروه مقاومت مردمی سوریه، هدفی مشروع از سوی ترکیه و شبه‌نظامیان تحت حمایت ترکیه و نیز نیروهای دموکراتیک سوریه تعیین شده است. این گروه از هسته‌های خاموش حزب بعث در سراسر سوریه، برای انجام حملات خود استفاده می‌کند.
در ۴ فوریه ۲۰۲۵، مقاومت مردمی سوریه، بیانیه‌ای صادر کرد و آن را «بیانیه پایانی» نامید که در آن از همه فرقه‌های اسلامی در سوریه می‌خواست در صورت «مخالف بودن با صهیونیسم، آمریکا و وهابیت»، علیه دولت جدید سوریه، مبارزه کنند.